# Nowy Kościół
Nowy Kościół (německy Neukirch) je obec v polském Dolnoslezském vojvodství v okrese Złotoryja. Nowy Kościół, jehož zástavba je protažená v délce 3,4 km, je největší vesnicí v gmině Świerzawa.

## Geografie
Nowy Kościół leží v severním předhůří Kačavských hor zhruba v polovině vzdálenosti mezi městy Złotoryja na severu a Świerzawa na jihu. Vesnicí protéká řeka Kačava (Kaczawa) a prochází silnice, která spojuje Świerzawu z administrativním centrem okresu. Přes obec vede dálková turistická trasa Stezka vyhaslých sopek (Szlak Wygasłych Wulkanów).

## Historie
Osídlení v těchto místech existovalo od středověku, přesnější doba vzniku obce však není známa. Nowy Kościół byl sídlem příslušníků jedné větve slezského šlechtického rodu von Zedlitz. V 16. století, kdy na místním zámku Zedlitzů pobýval a kázal Lutherův žák Melchior Hoffmann, se Nowy Kościół stal střediskem luteránství. Na přelomu 19. a 20. století byla v obci vybudována továrna na čokoládu, ta však již zanikla.
Po skončení druhé světové války a vysídlení německého obyvatelstva byla obec v letech 1945 – 1954 správním střediskem gminy Nowy Kościół v tehdejším Wroclawském vojvodství.  V letech 1975–1998 byl Nowy Kościół součástí Jeleniogórského vojvodství.

## Památky
- Kostel Panny Marie Růžencové (Kościół Matki Boskiej Różańcowej) – původně evangelický, později římskokatolický kostel z roku 1749, přestavěný v roce 1853.
- Areál hřbitova „Przy wieży“ ze 13. století:
  - Kościoł Najświętszej Marii Panny – zřícenina kostela ze 13. století, přestavěného na přelomu 15. a 16. století.
  - Obranná zeď a brána – stavby z přelomu 15. a 16. století
- Evangelický hřbitov – hřbitov z 19. století
- Hrad, později zámek rodu Zedlitzů s přilehlým parkem – zámek se nedochoval, byl zbořen v období po druhé světové válce. Zachovaly se pouze pozůstatky obranného příkopu a parku.[2]

## Mineralogická lokalita

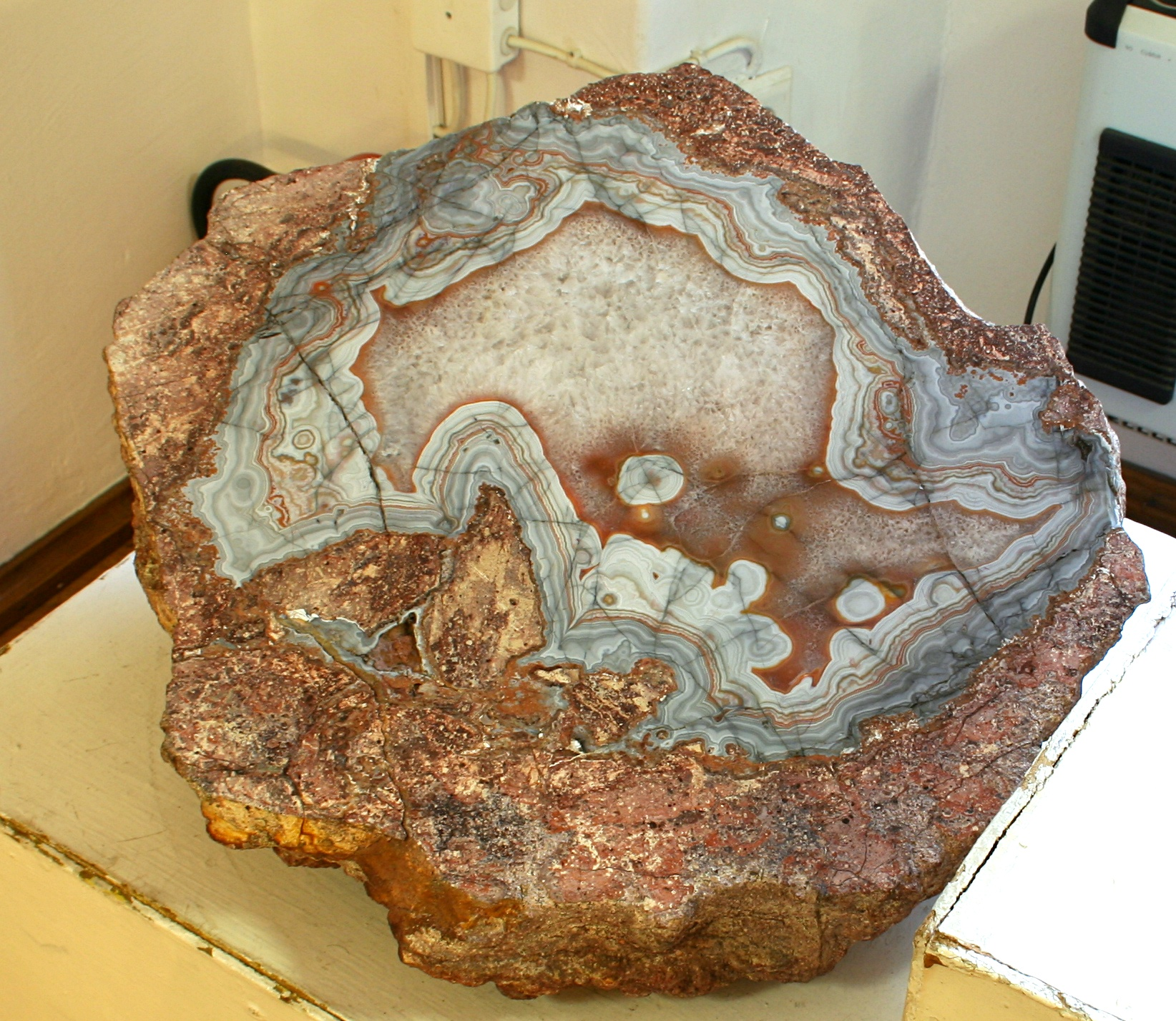
Velká achátová geoda v Muzeu Złota v Złotoryji (nález z roku.2011)

Nowy Kościół je významnou mineralogickou lokalitou, jejíž věhlas přesahuje hranice země. V horninách permského stáří se zde nachází největší naleziště achátů na území Polska. Naleziště leží v západní části údolí Kačavy na jih od vesnice. Pozornost hledačů drahých kamenů se soustřeďuje zejména na oblast údolí Piekiełko mezi vrchy Wołek i Wygorzel. Achátové geody mají zpravidla podobu koulí, nejčastěji o průměru kolem 10 cm, avšak nejsou výjimkou ani dvaceti až padesáticentimetrové acháty. Našly se však zde i geody o průměru kolem dvou metrů. Kromě chalcedonu bývají geody vyplněny též dalšími odrůdami křemene, jako je např. ametyst nebo citrín.